# Yuri Moura
Yuri Lucas Carius de Moura Almeida (Petrópolis, 23 de março de 1990), mais conhecido como Yuri Moura, é um historiador, gestor público e político brasileiro filiado ao Partido Socialismo e Liberdade (PSOL). Foi o vereador mais votado na eleição municipal de Petrópolis em 2020, ocasião em que recebeu 3.742 votos, e foi eleito deputado estadual pelo Rio de Janeiro durante as eleições no estado do Rio de Janeiro em 2022, com 25.479 votos. Em 2024, foi candidato a prefeito de Petrópolis pelo PSOL.

## Biografia
Yuri iniciou sua trajetória política no movimento estudantil e, aos 16 anos, filiou-se ao Partido dos Trabalhadores e fundou a Juventude do partido em Petrópolis. Foi vice-presidente do Diretório Central dos Estudantes da Universidade Católica de Petrópolis (DCE-UCP), diretor da Associação Petropolitana dos Estudantes (APE) e da União Estadual dos Estudantes (UEE-RJ). Aos 19 anos assumiu a Coordenadoria de Juventude da Prefeitura de Petrópolis. 
Foi candidato a vereador em 2012 e a prefeito do município de Petrópolis em 2016 pelo PT e a vereador pelo PSOL em 2020, sendo eleito pela primeira vez com 3.742 votos, se consolidando como o candidato a vereador mais votado do município. Foi eleito deputado estadual pelo mesmo partido nas Eleições estaduais do Rio de Janeiro em 2022, quando teve sua votação mais expressiva até então, de 25.479 votos. Posteriormente, foi candidato ao cargo de prefeito de Petrópolis pelo mesmo partido. Alcançou o segundo turno e obteve 36.611 votos, perdendo o posto para o atual chefe do executivo municipal, Hingo Hammes. Apesar disso, em todo o Brasil, foi um dos únicos dois candidatos do seu partido a alcançar o segundo turno das eleições municipais naquele ano, junto com Guilherme Boulos, em São Paulo.

## Assembleia Legislativa do Estado do Rio de Janeiro
Na Assembleia Legislativa do Estado do Rio de Janeiro (ALERJ), Yuri assumiu a liderança do PSOL e integrou importantes comissões, incluindo Constituição e Justiça, Assuntos Municipais e Desenvolvimento Regional, e Política Urbana, Habitação e Assuntos Fundiários. Criou também a Frente Parlamentar de Prevenção às Tragédias e por Moradia Digna, garantindo mais de 20 milhões em verba para as cidades do interior, com destaque para Petrópolis, e realizando fiscalizações de obras paralisadas.
Yuri também tem atuação na defesa do desenvolvimento sustentável e da preservação do Meio Ambiente como uma das formas de prevenção às tragédias. Em dezembro, Yuri esteve na COP 28, nos Emirados Árabes, representando a Alerj e os municípios do interior fluminense.
Além da gestão pública, é apaixonado pela educação. Fundou a Escola Popular, projeto com educadores voluntários que já ajudou mais de mil jovens e adultos a concluírem o ensino fundamental e médio e na preparação para concursos públicos e que possui atuação em ao menos três cidades.
Yuri destaca-se na sua luta por moradia digna e também na luta contra a fome. Ele é autor do Projeto de Lei das Cozinhas Comunitárias, aprovado na Alerj, que permite o uso de cozinhas escolares para a distribuição de refeições às pessoas que mais precisam. Também propôs a CPI da ENEL, incorporada à CPI dos Serviços Delegados e Agências Reguladoras.
No ano passado, criou o projeto “Caravana das Cidades” visitando os municípios fluminenses, em especial do interior, para diagnosticar os principais problemas e articular verbas para as cidades.
Em Fevereiro de 2024, Yuri assumiu a presidência estadual da Federação PSOL-REDE, liderando a construção de alianças nos municípios do estado do Rio de Janeiro.

## Desempenho eleitoral
| Ano  | Eleição                    | Cargo             | Partido | Coligação                    | Vice                     | Votos  | %                 | Resultado  |
| ---- | -------------------------- | ----------------- | ------- | ---------------------------- | ------------------------ | ------ | ----------------- | ---------- |
| 2012 | Municipal de Petrópolis    | Vereador          | PT      | sem coligação proporcional   | —                        | 1.241  | 0,71%             | Não eleito |
| 2016 | Municipal de Petrópolis    | Prefeito          | PT      | sem coligação                | José Augusto Antoun (PT) | 8.618  | 5,74%             | Não eleito |
| 2018 | Estadual do Rio de Janeiro | Deputado estadual | PSOL    | Mudar é Possível (PSOL, PCB) | —                        | 12.623 | 0,16%             | Não eleito |
| 2020 | Municipal de Petrópolis    | Vereador          | PSOL    | sem coligação proporcional   | —                        | 3.742  | 2,54%             | Eleito     |
| 2022 | Estadual do Rio de Janeiro | Deputado estadual | PSOL    | Federação PSOL REDE          | —                        | 25.479 | 0,30%             | Eleito     |
| 2024 | Municipal de Petrópolis    | Prefeito          | PSOL    | Federação PSOL REDE          | Marcos Novaes (REDE)     | 28.001 | 17,77% (1º turno) | Não eleito |
| 2024 | Municipal de Petrópolis    | Prefeito          | PSOL    | Federação PSOL REDE          | Marcos Novaes (REDE)     | 36.611 | 25,26% (2º turno) | Não eleito |